# Trương Quốc Lập
Trương Quốc Lập (tiếng Hoa: 张国立, bính âm: ZhangGuoLi; sinh ngày 17 tháng 1 năm 1955 tại Thiên Tân, Trung Quốc) là một diễn viên, đạo diễn kiêm chức vụ giám sát sản xuất phim nổi tiếng của Trung Quốc. Ông là "Thị đế tam đại" (tức người đạt Thị đế ở cả 3 giải thưởng truyền hình danh giá Phi thiên, Bạch Ngọc Lan, Kim Ưng) thứ 2 của Trung Quốc sau diễn viên Vương Chí Văn. Hiện nay, ông là thành viên Ủy ban Toàn quốc Hội nghị Hiệp thương Chính trị Nhân dân Trung Quốc. Diễn viên Đoàn Văn hóa Đường sắt Trung Quốc, Trưởng khoa Học viện Điện ảnh Trùng Khánh, thành viên Hội kiến quốc dân chủ Trung Quốc .

## Sự nghiệp
- Khởi nghiệp diễn viên ở Tứ Xuyên, năm 1984, ông đã lên Bắc Kinh xây dựng sự nghiệp. Cũng trong thời gian này, ông đã gặp Đặng Tiệp - người vợ của ông sau này. Trương Quốc Lập đã vứt bỏ sự nghiệp 10 năm gây dựng ở quê hương để lên Bắc Kinh ở gần Đặng Tiệp.
- Trương Quốc Lập được biết đến nhiều nhất với vai diễn Hoàng đế Càn Long trong phim Tể tướng Lưu Gù (Tên tiếng Trung là: 宰相刘罗锅) được làm năm 1995. Phim đóng gần đây nhất là phim Muốn yêu cũng khó (Tên tiếng Trung là: 想爱都难) năm 2008.

## Phim

### Phim điện ảnh
| Năm  | Tựa đề tiếng Việt         | Tựa đề tiếng Anh | Tựa đề tiếng Trung | Vai diễn         | Chú thích     |
| ---- | ------------------------- | ---------------- | ------------------ | ---------------- | ------------- |
| 1984 | Hiềm Nghi Phạm            |                  | 嫌疑犯             | Mã Bân           |               |
| 1985 | Song Trùng Nguy Cơ        |                  | 双重危机           |                  |               |
| 1986 | Thảo Mãng Anh Hùng        |                  | 草莽英雄           | Đường Bân Hiền   |               |
| 1987 | Bát Quái Liên Hoa Chưởng  |                  | 八卦莲花掌         | Mạch Cảnh        |               |
| 1987 | Ngoan Chủ                 |                  | 顽主               | Vu Quán          |               |
| 1990 | Viên Thị Di Sản Án        |                  | 袁氏遗产案         | Hạng Hoan        |               |
| 1990 | Ngã Đích Cửu Nguyệt       |                  | 我的九月           | Cao Lão Sư       |               |
| 1991 | Nữ Ca Tinh Đích Cố Sự     |                  | 女歌星的故事       | Dương Tây Dương  |               |
| 1992 | Hạnh Hoa Tam Nguyệt Thiên |                  | 杏花三月天         | Vượng Lai        |               |
| 1993 | Sấm Nhập Giả              |                  | 你没有十六岁       |                  | Đạo diễn      |
| 1994 | Nhĩ Một Hữu Thập Lục Tuế  |                  | 你没有十六岁       |                  |               |
| 1996 | Hỗn Tại Bắc Kinh          |                  | 混在北京           | Sa Tân           |               |
| 2000 | Nhất Thanh Tán Tức        |                  | 一声叹息           | Lương Á Châu     |               |
| 2004 | Thủ Cơ                    |                  | 手机               | Phí Mặc          |               |
| 2006 | Điện Thoại Đời 601        |                  | 第601个电话        | Tổng Sự Trường   | Kiêm đạo diễn |
| 2008 | Đại Sưu Tra               |                  | 大搜查             | Từ Bán Sơn       |               |
| 2009 | Kiến Quốc Đại Nghiệp      |                  | 建国大业           | Tưởng Giới Thạch |               |

### Phim truyền hình
| Năm  | Tựa đề tiếng Việt              | Tựa đề tiếng Anh                    | Tựa đề tiếng Trung | Vai diễn        | Chú thích                                       |
| ---- | ------------------------------ | ----------------------------------- | ------------------ | --------------- | ----------------------------------------------- |
| 1987 | Đô thị Phương Thảo Địa         |                                     | 都市芳草地         |                 |                                                 |
| 1988 | Tử Thủy Vi Lan                 |                                     | 死水微澜           |                 |                                                 |
| 1990 | Biên Tập Bộ Đích Cố Sự         |                                     | 编辑部的故事       |                 |                                                 |
| 1990 | Hải Mã Ca Vũ Sảnh              |                                     | 海马歌舞厅         |                 |                                                 |
| 1990 | Huyết Sắc Hôn Luyến            |                                     | 血色婚恋           |                 |                                                 |
| 1990 | Trung Quốc Hình Cảnh           |                                     | 中国刑警           |                 | hay còn gọi là Cửu Nguyệt Phong Bạo -九月风暴   |
| 1990 | Tránh Đoái                     |                                     | 挣脱               |                 | hay còn gọi là Diễn Thẩm Đông Kiện              |
| 1990 | Ái Đích Loan Đạo               |                                     | 爱的弯道           |                 |                                                 |
| 1999 | Thần Tài Đến                   |                                     | 财神到             | Thần Tài        |                                                 |
| 1990 | Nhất Phẩm Phu nhân Chi Ma Quan |                                     | 一品夫人芝麻官     | Lưu Minh Truyền |                                                 |
| 1990 | Lưu Lê Hán Truyền Kỳ           |                                     | 琉璃厂传奇         |                 |                                                 |
| 1993 | Sấm Nhập Giả                   |                                     | 你没有十六岁       |                 | Đạo diễn                                        |
| 1995 | Tể tướng Lưu Gù                |                                     | 宰相刘罗锅         | 乾隆 - Càn Long | hay còn gọi là Tể Tướng Lưu La Oa               |
| 1996 | Khang Hy Vi Hành               |                                     | 康熙微服私访记     | 康熙 - Khang Hy | Gồm 4 phần I,II,III,IV; kiêm đạo diễn, giám chế |
| 1997 | Hồng Nham                      |                                     | 红岩               |                 |                                                 |
| 1997 | Từ Hy Tây Hành                 |                                     | 慈禧西行           |                 |                                                 |
| 2000 | Đệ Nhất Trạng Sư               |                                     | 京城大状师         | Liễu Kế Tiên    | Kiêm đạo diễn, giám chế                         |
| 2000 | Trung Thành                    |                                     | 忠诚               | Cao Trường Hà   |                                                 |
| 2001 | Bản lĩnh Kỷ Hiểu Lam           |                                     | 铁齿铜牙纪晓岚     | Kỷ Hiểu Lam     | Kiêm đạo diễn, gồm 4 phần tử 2001 đến 2008      |
| 2001 | Hoan Hỉ Nhân Duyên             |                                     | 欢喜姻缘           | Thích Đại Từ    | Kiêm đạo diễn                                   |
| 2002 | Song Long hội                  |                                     | 欢喜菩萨           | Hồng Lập        |                                                 |
| 2002 | Một Cuộc Đời Tôi               |                                     | 我这一辈子         | Phúc Hải        | Kiêm đạo diễn                                   |
| 2003 | Ỷ Thiên Đồ Long Ký             | The Heavenly Sword and Dragon Saber | 倚天屠龙记         | Thành Khôn      |                                                 |
| 2017 | Tranh Hoàng Vương Vị           | Sái Thúc Độ Cơ Độ                   |                    |                 |                                                 |

## Các Sự Kiện nổi bật Trong Cuộc Đời
- Năm 1984, trong dịp tham gia bộ phim Hồng Lâu Mộng, tình yêu sét đánh đã đến với Trương Quốc Lập. Đó là tình yêu đối với Đặng Tiệp.
- Năm 1992, nhận lời mời làm việc ở Đoàn Văn Công Đường sắt Trung Quốc. Đây cũng chính là mảnh đất chắp cánh cho những hoài bão trong sự nghiệp điện ảnh của Trương Quốc Lập.
- Năm 2000, Trương Quốc Lập được xếp vào hàng ngũ "10 diễn viên xuất sắc nhất Trung Quốc năm 2000".
- Năm 2002, trở thành Viện trưởng Viện Điện ảnh Đại Học Trùng Khánh- Trung Quốc.
- Năm 2008, với bộ phim "Đám Cưới Vàng", Trương Quốc Lập đã được công nhận là "Nam diễn viên xuất sắc nhất Trung Quốc" trong giải thưởng Bạch Ngọc Lan.

## Giải thưởng và danh hiệu
- Giải Nam diễn viên xuất sắc nhất tại LHP Bách Hoa lần thứ 19 cho phim Hỗn Tại Bắc Kinh.
- Giải Nam diễn viên xuất sắc nhất tại LHP Truyền hình Trung Quốc Kim Ưng năm 1996 cho phim Khang Hy Vi Hành.
- Giải Nam diễn viên xuất sắc nhất phim truyền hình Trung Quốc cho phim Tử Thủy Vi Lan.
- Giải Nam diễn viên được yêu thích nhất cho phim Trung Thành năm 2001.
- Giải Phim truyền hình xuất sắc nhất tại LHP Truyền hình Kim Ưng năm 2002 cho phim Kiếp này của tôi.
- Giải Mai Hoa Tượng lần thứ 4 cho Nam diễn viên xuất sắc nhất phim Tiểu Thư Chu Lệ.
- Giải thưởng của Hội Điện ảnh Bắc Kinh cho phim Lưu li hán truyền kỳ.
- Giải Đạo diễn xuất sắc nhất của Hội Âm nhạc Trung Quốc cho MTV Vụ Lý Khán Hoa.
- Tượng vàng của Hội Âm nhạc Trung Quốc dành cho các MTV Bá Vương Biệt Cơ, Câu Chuyện Của Mùa Xuân, Hôm Nay Thật Vui, Đông Tây Nam Bắc Đại Bái Niên, Nhị Tiểu Phóng Ngưu Lang, Chín Mươi Tám, Trên Sông Tùng Hoa, Người Ca Nữ Dưới Móng Sắt.
- Giải thưởng của Hội Điện ảnh Biểu diễn Nghệ thuật Trung Quốc cho phim Tháng Chín Của Tôi.
- Giải Mười năm thành tựu âm nhạc lưu hành Trung Quốc.
- Giải thưởng của Đội thanh niên Trùng Khánh.
- Giải Nam diễn viên chính xuất sắc nhất tại LHP Quốc tế Cairo lần thứ 24 năm 2000 cho phim Một Tiếng Thở Dài.
- Giải Nam diễn viên xuất sắc nhất tại LHP Sinh viên năm 2001 cho phim Một Tiếng Thở Dài.
- Giải thưởng Kiến công lập nghiệp của Bộ Đường sắt quốc gia.
- Giải Đạo diễn xuất sắc nhất và Nam diễn viên xuất sắc nhất tại LHP Truyền hình Bắc Kinh năm 2007 cho phim Tế Công Tân Truyện.
- Giải Nam diễn viên xuất sắc nhất tại LHP Truyền hình Thượng Hải Bạch Ngọc Lan lần thứ 14 cho phim Đám Cưới Vàng.
- Giải Nam diễn viên xuất sắc nhất năm 2007 cho phim Đám Cưới Vàng.
- Trở thành Nhân vật có ảnh hưởng nhất của nên điện ảnh quốc gia trong 30 năm qua.
- Năm 2009, nhận danh hiệu Nhân vật từ thiện công ích.
- Giành "Phi thiên tượng" lần thứ 27 dành cho Nam diễn viên xuất sắc nhất trong phim Đám Cưới Vàng tháng 9/2009.
- Giải Nam diễn viên được yêu thích nhất tại LHP Tứ Xuyên ngày 5/11/2009 cho phim Đại Sinh Hoạt.